# 伊東祐詮
伊東 祐詮（いとう すけとし、元禄3年（1690年） - 享保15年7月21日（1730年9月4日））は、江戸時代中期から後期の旗本寄合席。諱は祐之、祐良、祐詮。幼名は長次郎。通称は采女、内膳。石高は近江国栗太郡、甲賀郡、野洲郡、滋賀郡のうち5000石。日向国飫肥藩主家伊東家分家にあたる祐豊系の旗本伊東家第3代目。
徳川綱吉の小姓を勤める。

## 生涯
元禄16年（1703年）に徳川綱吉へ初御目見えを済ませる。宝永5年（1708年）に父の死を受けて、その跡を継ぎ、同年10月に父祖同様に江戸幕府小姓に就任する。翌宝永6年1月10日（1709年2月19日）に徳川綱吉が死去すると、同年2月21日に小姓を退く。
宝永7年（1710年）刊行の須藤権兵衛蔵版一統武鑑の御寄合衆に「伊東内膳　父志摩守　５千石　本所二ツ目」とある。
享保15年（1730年）に死去。享年41。墓所は代々の葬地である麻布の春桃院。法名は東斎。長男豊之助は早世していたために跡は次男の祐續が継いだ。

## 系譜
- 父：伊東祐賢
- 母：酒井忠経（兵部）の娘
- 妻：高木正長養女 - 土屋茂直の娘
  - 次男：伊東祐續
- 生母不明
  - 男子：豊之助
  - 女子：伊丹勝房室